# St Paul’s Walden
St Paul’s Walden – wieś w Anglii, w hrabstwie Hertfordshire. Leży 17 km na północny zachód od miasta Hertford i 44 km na północ od centrum Londynu.